# أولاد رخو امحند (حاسي بركان)
أولاد رخو امحند هي إحدى مشيخات المملكة المغربية، تتبع جغرافيا لإقليم الناظور وإداريًا لحاسي بركان. يقدر عدد سكانها بـ 3099 نسمة حسب الإحصاء الرسمي للسكان والسكنى لسنة 2004.